# 낫개역
낫개역(Natgae station, 낫개驛)은 부산광역시 사하구 다대동에 있는 부산 도시철도 1호선의 전철역이다.

## 특징
낫개마을 안쪽 다대 3지구 아파트 단지에 역이 소재하고 있으며, 출구는 5개가 설치되어 있다. 이 역 대합실의 만남의 광장에는 시민들에게 다독서를 권장하기 위한 책을 읽는 어른의 모습을 동상으로 만들어 설치해 놓았다. 역 사방으로 엘리베이터가 설치되어 있고, 그 중 하나는 1번 출구와 3번 출구 사이에 설치되어 있다.
이 역은 다대포 연장구간의 역들 중 신장림역, 다대포항역과 함께 곡선 승강장을 갖추고 있다.

## 역명의 유래
이 지역에 낫개라는 옛 지명이 있었으며 현재도 이 주변을 낫개라고 부른다. 옛 지명에 따라 역명을 정했다.

## 역사
- 2017년 4월 20일 : 부산 도시철도 1호선 다대포 연장구간 개통과 함께 영업 개시

## 역 구조
2면 2선 곡선 상대식 승강장을 가진 지하역이다. 스크린도어가 설치되어 있다.
- 반대편횡단: 불가능

### 승강장
| 다대포항↑ |
| \| 상     |
| ↓신장림   |

| 상행 | ● 부산 도시철도 1호선 | 다대포해수욕장 방면              |
| 하행 | ● 부산 도시철도 1호선 | 부산역 · 서면 · 동래 · 노포 방면 |

## 역 주변
- 낫개마을
- 다선초등학교
- 다송중학교
- 다대 2동 우체국
- 다대 2동 행정복지센터
- 다대동 현대아파트
- 다대삼환아파트
- 다대해송아파트
- 두송중학교
- 통일 아시아드 공원
- 다대롯데캐슬블루
- 다대 3지구 아파트
- 다대 4지구 아파트
- 다송초등학교
- 국제그린아파트
- 부산은행 다대 2동 지점
- 다대코오롱맨션
- 다대다해아파트

## 인접한 역
| 부산 도시철도 1호선              | 부산 도시철도 1호선   | 부산 도시철도 1호선  |
| -------------------------------- | --------------------- | -------------------- |
| 096 다대포항 다대포해수욕장 방면 | ● 부산 도시철도 1호선 | 098 신장림 노포 방면 |